# Lipotriches argentifrons
Lipotriches argentifrons är en biart som först beskrevs av Smith 1862.  Lipotriches argentifrons ingår i släktet Lipotriches och familjen vägbin. Inga underarter finns listade i Catalogue of Life.